# A Nightmare on Elm Street Part 2: Freddy's Revenge
A Nightmare on Elm Street Part 2: Freddy's Revenge is een Amerikaanse horrorfilm uit 1985, geregisseerd door Jack Sholder.

## Verhaallijn
Het is vijf jaar geleden dat de bloedbaden plaatsvonden in de beruchte Elm Street. Nancy is verhuisd en in haar vroegere huis woont nu de familie Walsh. Jesse, de oudste zoon van deze familie, slaapt in Nancy's oude slaapkamer en krijgt ook al snel vreemde nachtmerries. Een daarvan vormt de openingsscène van de film: de schoolbus waar Jesse samen met zijn klasgenoten in zit, wijkt ineens van de normale route af en gaat steeds harder rijden. De bus blijkt te worden geterroriseerd door een vreemde man (naar later blijkt is dit Freddy Krueger), die plotseling achter het stuur zit en met de bus een afgrond in dreigt te rijden. Op dat moment wordt Jesse wakker en blijkt het een doodgewone ochtend te zijn.
Jesse zit op de middelbare school, waar hij bijna geen vrienden heeft. Op school wordt hij gepest door een van de beste sporters, Ron Grady. Ron en Jesse worden echter vrienden als ze van hun gymleraar Schneider een keer samen moeten nablijven.
Al snel wordt duidelijk dat Freddy Krueger verantwoordelijk is voor Jesses nachtmerries. In plaats van rechtstreeks zelf te moorden, is Freddy er deze keer op uit dat Jesse voor hem de moorden pleegt. Freddy is bereid om hier alles voor te doen, van vleien tot chantage. Uiteindelijk lukt het Freddy om via Jesse op een avond  Schneider  te vermoorden. Jesse blijkt vervolgens de beruchte handschoen van Freddy aan te hebben. Wanneer Jesse door de politie naakt op straat wordt aangetroffen, denken zijn ouders dat hij drugsverslaafd is.
Ondertussen begint een van Jesses klasgenoten, Lisa, informatie te zoeken over Freddy. Lisa brengt Jesse naar een oude fabriek, waar Freddy vroeger werkte en zijn slachtoffers naartoe bracht, in de hoop een soort van spirituele connectie te vinden met de moordenaar. Dit lukt niet. Al snel blijkt dat Freddy in Jesses lichaam kan kruipen en zo zelf kan moorden. Wanneer Jesse slaapt, probeert Freddy dan ook via Jesses lichaam Jesses jongere zus te vermoorden. Jesse vraagt om hulp bij Ron. Ron krijgt de instructie om Jesse wakker te maken als er iets vreemds gebeurt. Ron houdt zich hier echter niet aan en valt zelf in slaap, waarna Freddy via Jesse ook Ron vermoordt.
Als Lisa een feestje geeft, lukt het Freddy opnieuw om via Jesse weer terug te komen. Hij begint iedereen aan te vallen, om ze vervolgens af te slachten. Lisa vlucht naar de ketelruimte waar Freddy ooit werd vermoord. Ze weet Freddy uiteindelijk te vermoorden, gesterkt als ze is door haar intieme gevoelens voor Jesse. Hierdoor wordt de eigenlijke Jesse weer teruggebracht.
De volgende maandag gaat Jesse met een opgelucht gevoel naar school. In eerste instantie lijkt alles normaal, hoewel Jesse door Lisa moet worden gekalmeerd. Dan lijkt het begin van de film zich te herhalen: de bus rijdt ineens veel te hard en Freddy's geklauwde hand doorboort de borst van Lisa's vriendin Kerry. Alles wijst erop dat Freddy achter het stuur zit en wraak neemt op Jesse en de anderen.

## Rolverdeling
| Acteur         | Personage       | Nederlandstalige versie         | Vlaamstalige versie |
| -------------- | --------------- | ------------------------------- | ------------------- |
| Mark Patton    | Jesse Walsh     | Jon Van Eerd                    | Jon Van Eerd        |
| Robert Englund | Freddy Krueger  | Coen van Vriijberghe de Coningh | Vic De Watcher      |
| Kim Myers      | Lisa Webber     |                                 |                     |
| Robert Rusler  | Ron Grady       |                                 |                     |
| Clu Gulager    | Ken Walsh       |                                 |                     |
| Hope Lange     | Cheryl Walsh    |                                 |                     |
| Marshall Bell  | Coach Schneider |                                 |                     |
| Christie Clark | Angela Walsh    |                                 |                     |

## Achtergrond
Wes Craven weigerde mee te werken aan deze film, omdat hij bezwaar tegen het scenario had. Zo was er geen duidelijke held die intact bleef; kijkers konden zich naar zijn mening onmogelijk met Freddy identificeren. Hij meende dat Freddy veel te veel in situaties werd gebracht waarin hij klein werd gemaakt: "Je wilt dat Freddy altijd dreigend en overweldigend overkomt. Maar wanneer hij bij een zwembad rondrent met een stel tieners die allemaal groter zijn dan hij, begint hij er echt dwaas uit te zien."

## Prijzen en nominaties
Nominaties
- Saturn Award voor best horrorfilm (1986)

## Trivia
- Dit is het enige deel van de reeks waarin niet de officiële theme (of een variatie hiervan) wordt gebruikt van Charles Bernstein.
- Brad Pitt, John Stamos en Christian Slater hebben allen auditie gedaan voor de rol van Jesse.
- Deze film bevat het grootste aantal doden van de complete reeks.